# Mitsui

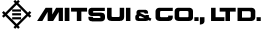
Mitsui & Co. Logo

Mitsui Group (三井グループ Mitsui Gurūpu), een van de grootste Japanse conglomeraten (Keiretsu) tijdens begin eenentwintigste eeuw, werd in 1673 opgericht door Mitsui Takatoshi (1622 - 1694). Met zijn talent voor het bedrijfsleven kon het bedrijf snel groeien en uitbreiden in en rond Tokio. Na de Meiji-restauratie verhoogde Mitsui zich tot een zaibatsu (財閥) en na de Tweede Wereldoorlog staat het bekend als een keiretsu (系列).

## Vroege geschiedenis

### Tijdens de Tokugawa-periode of de Edoperiode (1603-1868)
Mitsui Takatoshi (三井 高利) (1622-1694) ligt aan de basis van de vorming van het Mitsui-bedrijf. Zijn ouders, die handelaars waren, bezaten een winkel genaamd Echigoya in Matsusaka (松阪市, Matsusaka-shi) gelegen in de prefectuur Mie. Hier verkochten ze miso en runden er een pandjeshuis. In Edo vertegenwoordigde Takatoshi’s broer, Toshitsugu (三井 俊次), de andere winkel van zijn ouders. Takatoshi ging na de dood van zijn vader naar Tokio om de kneepjes van het vak onder de knie te krijgen. Hij verbleef in Tokio van 1635 tot 1649.  

Surugacho van Hiroshige toont de Echigoya kimonowinkel in Edo.

Vervolgens focuste Takatoshi zich voor de volgende 24 jaar op zaken doen in lokale gebieden. Dit was op verzoek van Toshitsugu, zodat Takatoshi geen zaken kon doen in de grote markten van Kioto (京都市, Kyōto-shi), Tokio of Osaka (大阪市, Ōsaka-shi). Takatoshi gehoorzaamde zijn broer, maar gebruikte toch zijn verworven kennis om in Matsusaka met bancaire activiteiten te beginnen. Daarnaast zorgde hij er ook voor dat zijn kinderen een opvoeding in het zakenleven kregen. Hiervoor stuurde hij ze naar Toshitsugu’s winkel in Tokio.
In 1673, kort na de dood van Toshitsugu, kon Takatoshi zijn droom waarmaken. Zodoende breidde hij zijn zaken uit van Matsuzaka naar de grote markten van Kioto en Tokio. In Kioto vestigde hij een aankoopkantoor, vervolgens opende hij in 1674 in het hartje van Edo een kimonowinkel Echigoya, benoemt naar de winkel van zijn ouders. Deze winkel onderging een belangrijke evolutie. Allereerst maakte men hier kimono’s op bestelling, men bezocht de klant aan huis en voltooide de opdracht. Als de bestelling klaar was, leverde men die vervolgens aan huis. Echter in 1683 schakelde de kimonowinkel over naar het verkoopsysteem dat we vandaag de dag kennen. Zo maakte men eerst het product en verkocht men het vervolgens aan de toonbank. Voor de Tokugawa-periode was dit zeer vernieuwend. Met de kimonowinkel vestigde Takatoshi de vaste structuur van zijn bedrijf Mitsui. Vervolgens plaatste hij zijn kinderen in Kioto en Tokio, terwijl hijzelf afwisselend verbleef in Kioto en Matsusaka.
In 1691 had de Tokugawa-regering een zakelijke deal gesloten met Osaka. Osaka verkocht aan de regering gewassen en ander materiaal om de grondbelasting te betalen. Het geld dat het shogunaat ontving, transporteerde men naar Edo. Deze reis was belangrijk en gevaarlijk, en diende uitgevoerd te worden door betrouwbare contacten. Mitsui verkreeg hierdoor de toestemming om deze ontvangsten te versturen. Bij deze werden leden van de familie Mitsui aangewezen als goyō shōnin, bevoorrechte handelaars. Zo kreeg Mitsui de rol van fiscaal agent van de regering en dit had als gevolg dat hij een aanzienlijke regeringsinvloed kreeg. Mitsui zorgde ervoor dat de fondsen werden overgemaakt in de vorm van goederen die dan verkocht werden tegen een winst in Edo. Deze banden met de Tokugawa-regering waren een grote aanwinst, die nog belangrijker werden tijdens de Meijiperiode.

### Tijdens de Meijiperiode (1868-1912)
Vanaf de Meijiperiode opende Japan zijn deuren voor het buitenland, wat ook meteen het startsein betekende voor de industrialisatie van het land. Mitsui focuste in deze periode rond het bankwezen, de exportindustrie en de mijnindustrie. Tijdens de Meiji zou dan het belang van Mitsui in de regering stijgen, waardoor Mitsui de titel van zaibatsu zichzelf kon toe-eigenen. Maar Mitsui was niet de enige zaibatsu die veel inspraak had in Japan. Mitsui vormde namelijk samen met Sumitomo, Mitsubishi en Yasuda de grote vier.
De belangrijkste speler om van Mitsui een zaibatsu te maken was Masuda Takashi (益田 孝), geboren in 1848 en overleden in 1938. Doordat hij de algemene handelsmaatschappij Mitsui Bussan oprichtte in 1876, kon Mitsui zich deze titel toe-eigenen. Hiernaast was Masuda Takashi ook de oprichter van Mitsui Bank, die gevestigd werd in het hetzelfde jaar als Mitsui Bussan. Dit was de allereerste bank in Japan. 

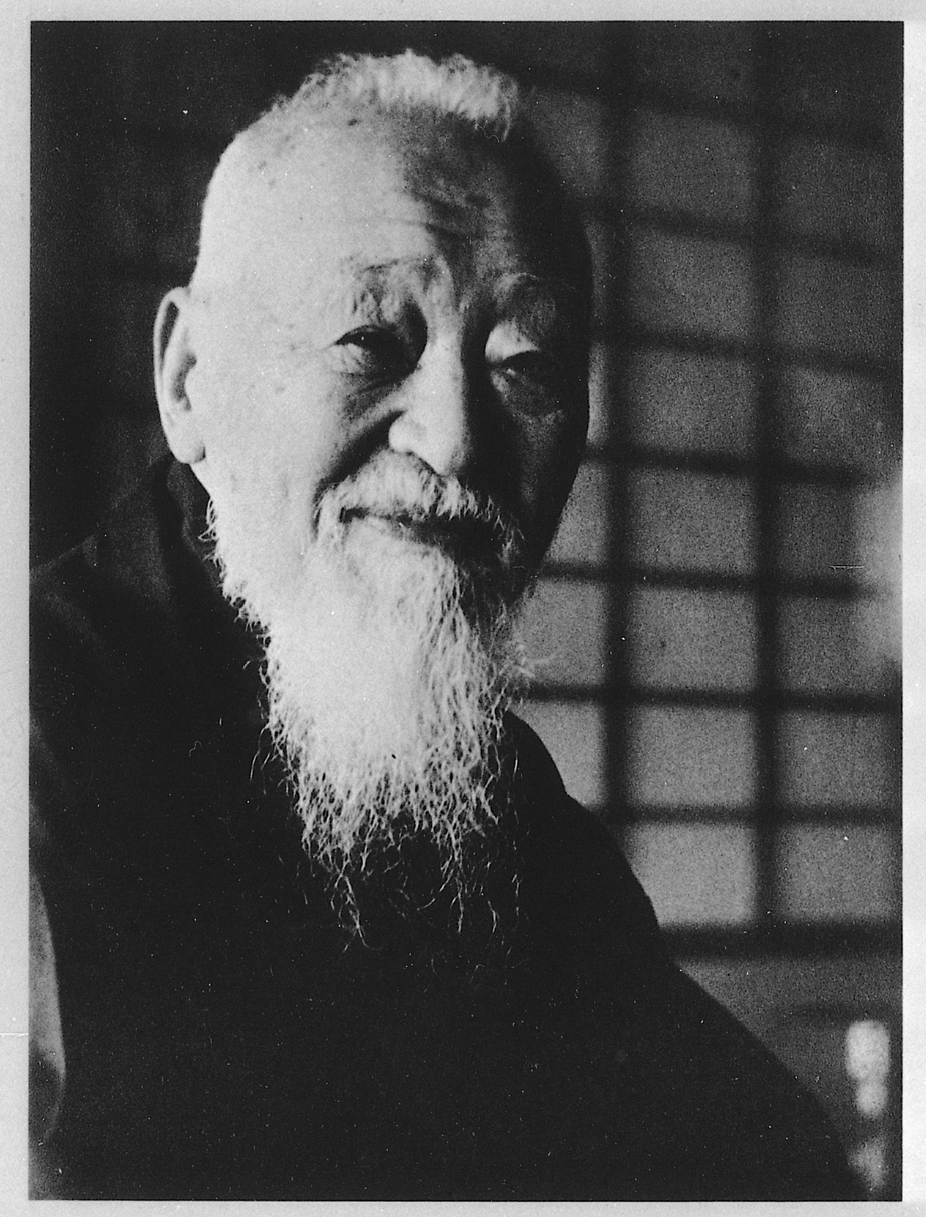
Masuda Takashi

Mitsui had verschillende gebieden waarin het handel voerde. Vanaf de Edoperiode was het al meester op vlak van textiel, financiën en export. In de Meijiperiode deed de mijnenindustrie een opgang, waarvan Mitsui de Miike en Kamioka steenkoolmijnen bezat. Mitsui kon zich deze mijnen verschaffen omdat ze zeer goedkoop te verkrijgen waren bij de regering. Door de aankoop van deze mijnen ontstond in 1893 Mitsui Mining Co, Ltd. De mijnenindustrie was een belangrijk element in het toenmalige Japan dat de grondstof gebruikte om zijn industrie te boosten. Vanzelfsprekend steeg de productie van steenkool tijdens de Meijiperiode zeer snel. Tegelijk werd deze productie gestimuleerd door de export en de uitbreiding in de staal- en andere zware industrieën. Anderzijds nam het gebruik en aanleg van de spoorlijnen, de textielproductie en de stedelijke bevolking toe.
Naast de mijnenindustrie was Mitsui ook actief in onder andere de scheepvaartindustrie, export en katoengaren spinindustrie. Hun deelname in de scheepvaartindustrie leidde tot de oprichting van Mitsui Shipbuilding Co, Ltd. Dit bedrijf van Mitsui leverde het eerste dieselschip in Japan. Met als gevolg dat Mitsui ook van groot belang werd op maritiem vlak. Hiernaast exporteerde Mitsui Bussan vooral overschotgoederen en importeerde goederen om te voldoen aan de binnenlandse vraag. Bijgevolg exporteerde het succesvol rijst naar Europa. Daarnaast legde Mitsui ook de basis voor de moderne industrie in Japan door zijn bijdrage aan de ontwikkeling van de katoengaren spinindustrie. Deze bijdrage kwam tot uiting door de import van spinmachines uit Engeland en door de verzameling van ruw katoen uit China, India en de Verenigde Staten.

### Tijdens de Taishō periode (1912-1926)
Terwijl men in Europa de Eerste Wereldoorlog uitvocht, profiteerde de Japanse economie en industrie van deze situatie. Mitsui domineerde samen met de andere zaibatsu de Japanse markt en breidde hun controle uit over de meest uiteenlopende sectoren. Vervolgens verschoof de aandacht naar de zware industrie. Die verschuiving leidde tot de bloei van de jaren twintig.
Ongeveer een jaar na het uitbreken van de Eerste Wereldoorlog begon de bloei van de Japanse industrie en zijn export naar de oorlogvoerende landen. Samen met de Verenigde Staten profiteerde Japan van hun enorme vraag aan goederen, omdat de Europese economie was overgeschakeld van exportindustrie naar oorlogsindustrie. Zodoende kon Japan de Europese producten vervangen door eigen producten op de Japanse markt, waardoor men vervolgens zelf ook meer ging produceren. Zo ontstond er een bloei in de textielnijverheid, de scheikundige nijverheid en in de zware staalnijverheid. Dit laatste hield zich door de stijgende vraag naar schepen vooral bezig met scheepbouw.
Dankzij de Eerste Wereldoorlog breidde Mitsui, samen met de andere zaibatsu, zijn controle uit over de meest uiteenlopende sectoren. Mitsui kon via hun bank een groot deel van de oorlogswinsten binnenrijven en met die winsten zijn wil opleggen aan de industrie van Japan. Samen met de andere zaibatsu waren ze dan vervolgens de voorstanders van de militaire expansie en genoten ook van de daaruit volgende economische voordelen.
Naast de Eerste Wereldoorlog was er nog de grote industriële bloei in de jaren twintig, geconcentreerd rond de zware industrie. Dit was mogelijk door de aanwezigheid van de zaibatsu. Zij speelden een leidinggevende rol en waren in staat om projecten te financieren. De belangrijkste zaibatsu waren opnieuw Mitsui, Mitsubishi, Sumitomo en Yasuda. Naast deze vier grote waren er ook nog andere zaibatsu, maar die waren niet in het bezit van politieke connecties, kapitaal, mercantiele vakkennis en hadden niet zoveel steun van de regering. De vier grote zaibatsu, waaronder Mitsui, absorbeerden kleinere bedrijven en banken. Door die grote uitbreiding waren ze actief in zowat alle commerciële delen van de maatschappij en beleefden ze in de jaren twintig hun hoogtijdagen.

## Recente geschiedenis

### Tijdens de Shōwa periode (1926-1989)
De Shōwaperiode was een drukke periode voor Mitsui en de Japanse economie. Ingeleid door de Grote Depressie, die ook in Japan een invloed had, maar geen grote indruk naliet op de Japanse economie, schakelde Japan over naar de oorlogsindustrie. Tegen het einde van de oorlog had Mitsui heel wat bedrijven onder zijn naam staan, maar de zaibatsu werd ontbonden onder de Amerikaanse bezetting. In de loop van de jaren vijftig hergroepeerden de voormalige bedrijven van Mitsui zich om samen een keiretsu te vormen. Vanaf 1959 nam de handelsmaatschappij van Mitsui, Mitsui Bussan, de leiding van al deze bedrijven. Verder lieten de twee oliecrisissen van 1973 en 1979 een grote impact na op de Japanse economie.
De financiële crisis van 1927, dat een voorproefje was van de Grote Depressie, toonde enkel nog meer hoe groot de invloed was van de zaibatsu en hoe belangrijker ze waren voor de banksector, die ze dan uiteindelijk ook domineerden. Hierop volgde de Grote Depressie, maar die had geen grote invloed op de Japanse economie. In Japan was de depressie ook maar van korte duur, namelijk van 1929 tot 1933. De focus van de industrie bleef bij de zware industrie, waardoor Mitsui verder investeerde in machinerie, chemicaliën en mijnbouw.

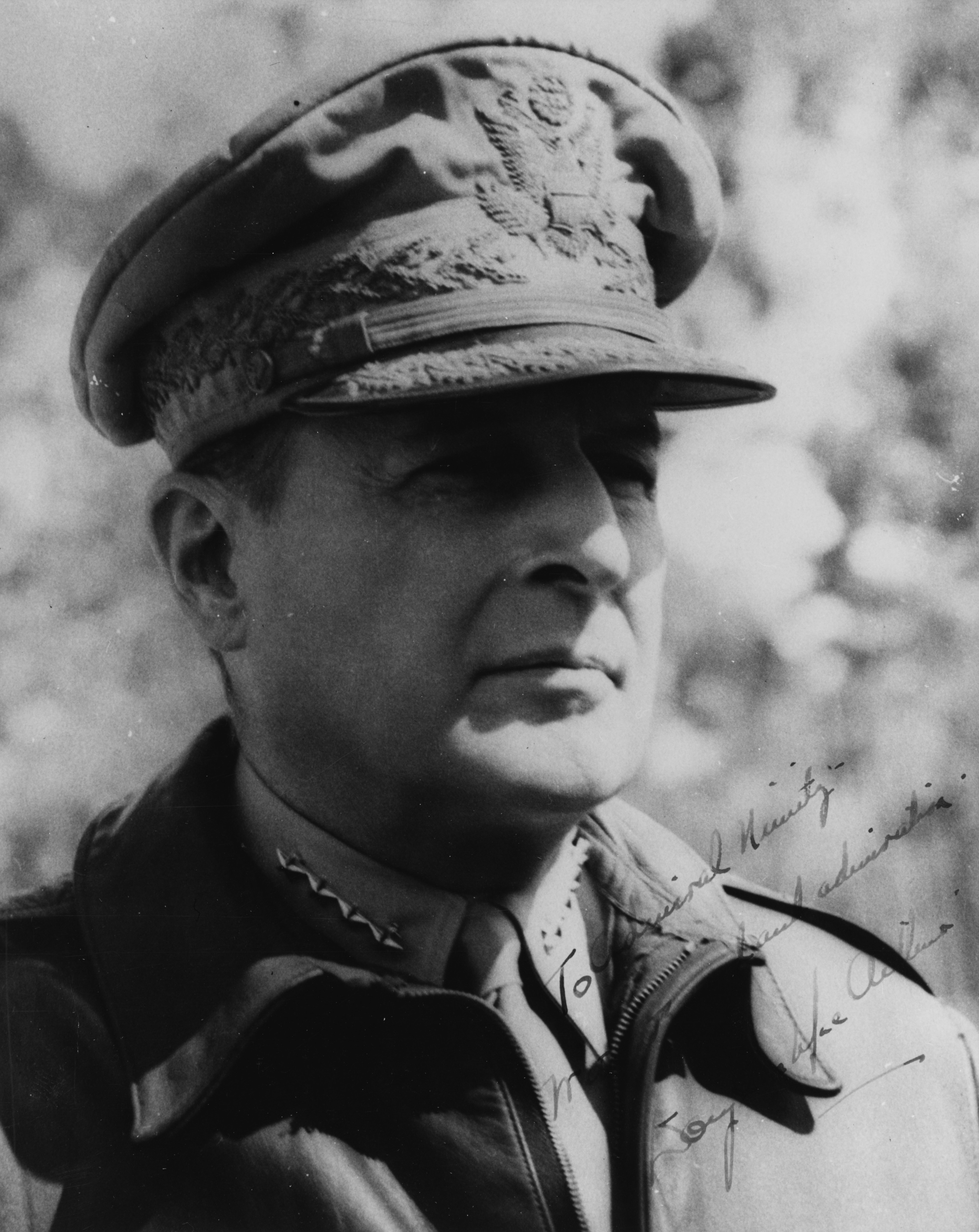
Douglas MacArthur

Tegen het einde van de Tweede Wereldoorlog had Mitsui 273 bedrijven op zijn naam staan. In 1946 hield de uitbreiding van Mitsui op, omdat Japan onder de Amerikaanse bezetting terechtkwam, die onder de leiding stond van de Amerikaanse generaal Douglas MacArthur. Deze man was beter bekend als Supreme Commander for the Allied Powers. Het punt op de agenda van het SCAP dat de grootste invloed had voor Mitsui, en de rest van zaibatsu, was de ontbinding van de zaibatsu zelf. Het plan om de zaibatsu te deconcentreren verliep eerder traag. Terwijl men bezig was met deze planning, verschoof ook de bezettingspolitiek. Met de escalerende koude oorlog in zicht, begon de Amerikaanse bezetting het economisch herstel van Japan als een topprioriteit te beschouwen. De Verenigde Staten wilden namelijk van Japan een bufferzone maken tegen het communisme. Anderzijds voerde men dit plan niet verder door omdat Amerikaanse industriëlen zelf geïnvesteerd hadden in de zaibatsu.
De 273 bedrijven die voor de Tweede Wereldoorlog behoorden tot Mitsui, waren nu onafhankelijk. Maar vanaf de jaren 50 begonnen die bedrijven zich echter opnieuw te hergroeperen. Ze sloten zich aan bij Daiichi Bussan Kaisha, de voormalige Mitsui Bussan. In tegenstelling tot het ontstaan van Mitsui, hergroepeerden ze zich nu niet als een zaibatsu, maar als een keiretsu. Bij een zaibatsu beheerde één familie de bedrijven, maar nu groepeerden de bedrijven zich rond een bank en een handelsmaatschappij. Bij Mitsui was de handelsmaatschappij Mitsui Bussan en de bank Mitsui Bank. Deze vereniging was beter bekend als een horizontale keiretsu.
Vanaf 1959 was Mitsui Bussan de belangrijkste speler in de Mitsui groep. Als leider van Mitsui assisteerde het vanaf 1959 de andere bedrijven en hielp het met hun bestellingen. Anderzijds regelde het de scheepvaart voor de industriële, landbouw- en consumptiegoederen. Hiernaast coördineerde het ook de binnenlandse en buitenlandse activiteiten, aangezien de bedrijven vanaf de jaren zestig hun netwerk overzee begonnen uit te bouwen en uit te breiden. Een voorbeeld hiervan is het aantal kopermijnen die men stichtte in het buitenland. Zo waren er mijnen in Mexico, Chili, Canada en Australië. Gelijktijdig importeerde Mitsui ook technologie en uitrusting vanuit Europa en Noord-Amerika. Op het vasteland begon Mitsui deel uit te maken van de hobbysector en hielp mee om Japan te voorzien van computers.
Door de twee oliecrisissen van 1973 en 1979 raakte de Japanse economie in een diepe recessie. Voordat de eerste crisis begon, geloofde Mitsui dat energiebronnen broodnodig waren voor de economie en voor het dagelijkse leven. Daarom investeerde Mitsui in het Abu Dhabi LNG Project om zo een stabiele voorraad van LNG te verzekeren voor Japan. Mitsui nam ook deel aan het Iran Japan Petrochemisch Project, maar men sloot dit project wegens twee onderbrekingen veroorzaakt door de Iraanse Revolutie in 1979 en door de uitbraak van de Iran-Irak oorlog in 1980.
In de jaren 80 investeerde Mitsui meer en meer in de kleding- en de voedingssector. Mitsui ontwikkelde een mode-industrie vooral voor buitenlandse merken en hielp overzeese markten op te richtten voor de kledingsector.

### Vanaf de Heisei periode (1989)
De Japanse zeepbeleconomie liet grote indrukken na op de Japanse economie en op de keiretsu. Zo werden de meeste banken hierdoor getroffen, met als gevolg dat de sommige banken gedwongen werden om te fuseren of uit het bedrijfsleven te stappen. De bank van Mitsui fuseerde zo met de bank van Sumitomo. In 2001 smolten ze samen om Sumitomo Mitsui Bank te vormen.
Vanaf de jaren 90 voegde Mitsui nieuwe zakengebieden toe aan zijn reeds grote repertoire. Enkele voorbeelden zijn de IT-sector, financiën en logistiek, chemicaliën en energie. Eveneens werden de noden vanaf de jaren 90 heel wat complexer en gesofisticeerder, waardoor Mitsui grote projecten leidde, waaronder ook buitenlandse projecten. Zo werkte Mitsui mee aan het Taiwan High Speed Rail project. Anderzijds was het een veelzijdig bedrijf en werkte het samen met andere bedrijven. Een voorbeeld hiervan is het partnerschip met Vale in Brazilië wat betreft mijnen.
De landbouwsector nam een prioritair punt op de agenda in. De oorzaak hiervan was de dreiging om geen voldoende toegang te hebben tot veilige voedselvoorraden. Hiernaast kreeg de medische sector ook meer aandacht. Mitsui hielp met de ontwikkeling van een goede farmaceutische markt, zowel in Japan als in andere continenten. Verder steunde het de operatie van een internationale vrachtterminal in de internationale luchthaven van Tokio.
Omdat de opwarming van de aarde een welsproken onderwerp was geworden, besteedde het ook hier veel aandacht aan. Deze aandacht bestond uit de investering in zonne-energie, windenergie, biomassaenergie en andere vormen van herbruikbare energie.

## Naslagwerken

### Boeken
- Adriaensens, Edward & Dimitri Vanoverbeke. Op zoek naar het nieuwe Japan: De Japanse politiek na 1945. België: Globe, 2004.
- Frédéric, Louis. Japan Encyclopedia. Harvard University Press, 1996.
- Jansen, Marius B. The Making of Modern Japan. Harvard University Press, 2000.
- Roberts, John G. Mitsui: 3 Centuries of Japanese Business. Weatherhill, 1989.
- Russel, Oland D. The House of Mitsui. Boston, Little, Brown and Company, 1939.
- Totman, Conrad. A history of Japan. UK & USA: Blackwell Publishers, 2000.

### Meesterproef
- Ichirou, Hirode. The House of Mitsui: Secrets of Its Longevity. Licentiaatsverhandeling, Afdeling Economie en Business Management, Reitaku University. 2000